# Rodrigo Sales
Pas d'image ? Cliquez ici
Rodrigo Sales, né le 2 novembre 1973 à Sonoma en Californie, est un entrepreneur et pilote automobile américain, qui participe à des épreuves d'endurance au volant de voitures de grand tourisme dans des championnats tels que l'European Le Mans Series et l'Asian Le Mans Series ou de Sport-prototype dans des championnats tels que le WeatherTech SportsCar Championship.
Il a remporté le championnat Asian Le Mans Series en 2022 dans la catégorie LMP2.

## Carrière
En 2020, après avoir participé au championnat américain Michelin Pilot Challenge, Rodrigo Sales s'était engagé au sein de l'écurie britannique JMW Motorsport afin de participer certaines manches du championnat European Le Mans Series au volant d'une Ferrari 488 GTE Evo avec comme coéquipiers le pilote britannique Finlay Hutchison et le pilote américain Gunnar Jeannette.

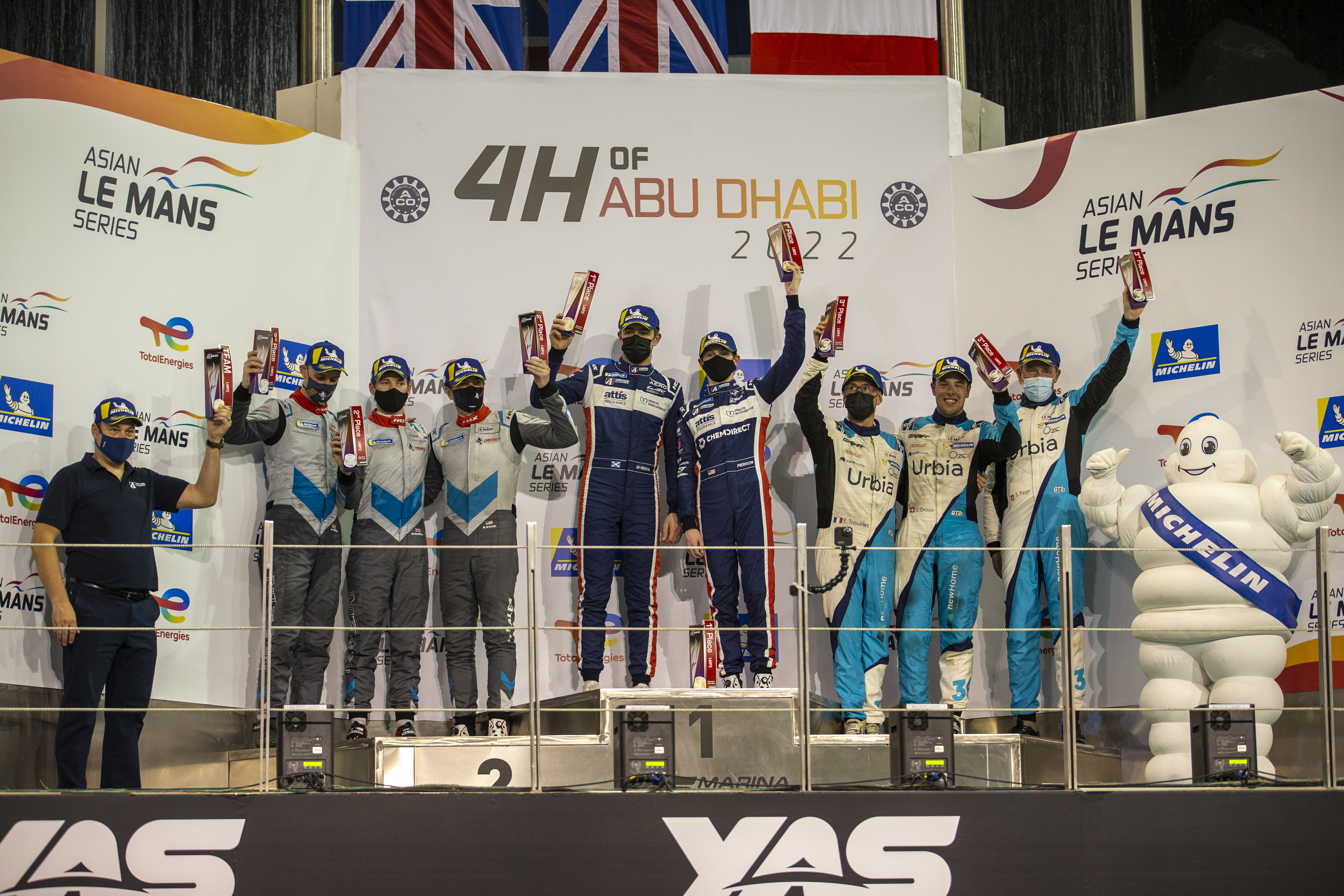
Podium lors des 4 Heures d'Abou Dabi

En 2021, après une saison passée au volant de voitures de Grand tourisme, Rodrigo Sales avait changé de type de voiture en s'engageant avec l'écurie britannique Nielsen Racing au volant d'une Ligier JS P320 afin de concourir dans le championnat Asian Le Mans Series dans la catégorie LMP3 avec comme coéquipier le pilote britannique Matthew Bell. À la suite de cette expérience, et toujours dans la catégorie LMP3 , c'est dans le championnat américain WeatherTech SportsCar Championship que Rodrigo Sales avait poursuivi sa saison en s'engageant avec l'écurie américaine WIN Autosport afin de participer aux 12 Heures de Sebring au volant d'une Duqueine M30 - D08 avec comme coéquipiers le pilote britzannique Matthew Bell et le pilote allemand Niklas Krütten. Cet interlude avec des voitures de catégorie LMP3 passé, il effectua son retour au sein de l'écurie britannique JMW Motorsport afin de participer au championnat participer aux championnat European Le Mans Series au volant d'une Ferrari 488 GTE Evo avec comme coéquipiers le pilote britannique Jody Fannin et le pilote italien Andrea Fontana. Il participa également aux 24 Heures du Mans avec cette écurie mais avec un équipage remanié car le pilote français Thomas Neubauer (de) avait remplacé le pilote italien Andrea Fontana.  

L'Oreca 07 de l'écurie britannique Nielsen Racing lors des 24 Heures du Mans

En 2022, comme la saison précédente, Rodrigo Sales s'était engagé avec l'écurie britannique Nielsen Racing afin de participer au championnat Asian Le Mans Series. Mais, contrairement à la saison précédente, c'est en catégorie LMP2 au volant d'une Oreca 07 qu'il avait participé aux épreuves avec comme coéquipiers les pilotes britanniques Matthew Bell et Ben Hanley. À la suite de cela, toujours avec l'écurie Nielsen Racing, il s'était engagé aux championnat European Le Mans Series au volant d'une Oreca 07 dans la catégorie LMP2 Pro/Am avec comme coéquipier les pilotes Matthew Bell et Ben Hanley avec qui il participa également aux 24 Heures du Mans.
En 2023,  comme les saisons précédentes, Rodrigo Sales avait commencé sa saison sportive en prenant part avec l'écurie britannique Nielsen Racing au championnat Asian Le Mans Series. Comme la saison passée, c'est au volant d'une Oreca 07 dans la catégorie LMP2 qu'il concourra. Néanmoins, l'équipage avait été légèrement remanié car le pilote suisse Mathias Beche avait remplacé le pilote britannique Matthew Bell. À la suite de cela, toujours avec l'écurie Nielsen Racing, il s'était engagé aux championnat European Le Mans Series au volant d'une Oreca 07 dans la catégorie LMP2 Pro/Am avec comme coéquipier le même équipage que l'Asian Le Mans Series, équipage avec qui il participa également aux 24 Heures du Mans avec une livrée spécifique afin de célébrer le centenaire de l'épreuve mancelle,.

## Palmarès

### Résultats aux24 Heures du Mans

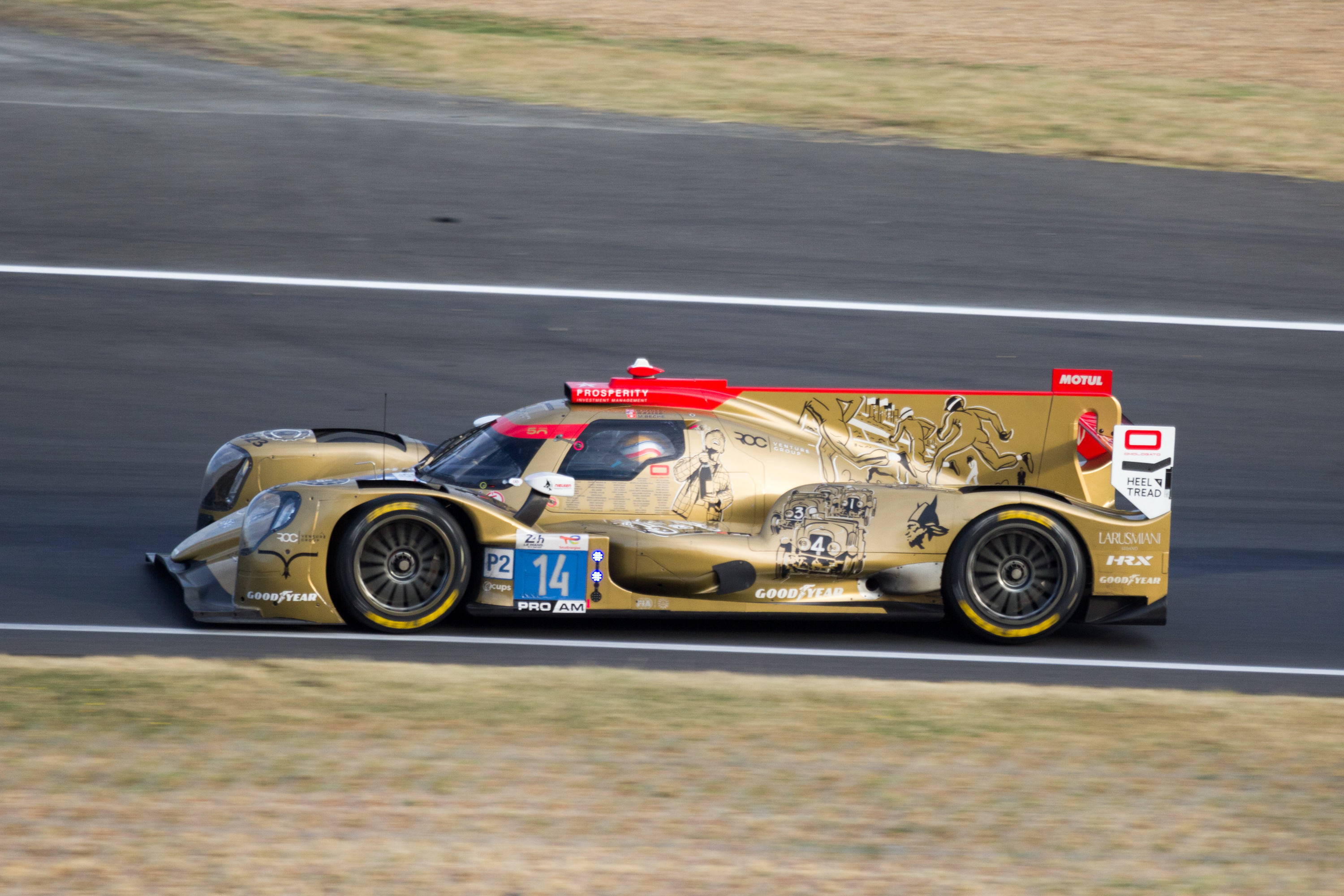
L'Oreca 07 de l'écurie britannique Nielsen Racing lors des 24 Heures du Mans

| Année | Écurie         | Copilotes                        | Voiture             | Classe   | Tours | Pos. | Class Pos. |
| ----- | -------------- | -------------------------------- | ------------------- | -------- | ----- | ---- | ---------- |
| 2021  | JMW Motorsport | Thomas Neubauer (de) Jody Fannin | Ferrari 488 GTE Evo | LMGTE Am | 117   | Abd. | Abd.       |
| 2022  | Nielsen Racing | Matthew Bell Ben Hanley          | Oreca 07            | LMP2     | 362   | 20e  | 16e        |
| 2023  | Nielsen Racing | Mathias Beche Ben Hanley         | Oreca 07            | LMP2     | 18    | Abd. | Abd.       |

### Résultats enWeatherTech SportsCar Championship
| Année | Écurie        | Châssis      | Moteur                    | Classe | 1   | 2     | 3   | 4   | 5   | 6   | 7   | Position | Points |
| ----- | ------------- | ------------ | ------------------------- | ------ | --- | ----- | --- | --- | --- | --- | --- | -------- | ------ |
| 2021  | WIN Autosport | Duqueine D08 | Nissan VK56 5,6 l V8 Atmo | LMP3   | DAY | SEB 6 | MOH | WGL | WGL | ELK | ATL | 30e      | 274    |

### Résultats enEuropean Le Mans Series
| Année | Écurie         | Châssis             | Moteur                        | Classe      | 1     | 2     | 3     | 4        | 5     | 6      | Position | Points |
| ----- | -------------- | ------------------- | ----------------------------- | ----------- | ----- | ----- | ----- | -------- | ----- | ------ | -------- | ------ |
| 2020  | JMW Motorsport | Ferrari 488 GTE Evo | Ferrari F154CB 3,9 l V8 Turbo | LMGTE       | LEC   | SPA 9 | LEC 7 | MON 6    | POR 7 |        | 11e      | 26     |
| 2021  | JMW Motorsport | Ferrari 488 GTE Evo | Ferrari F154CB 3,9 l V8 Turbo | LMGTE       | BAR 7 | RBR 5 | LEC 6 | MON 4    | SPA 6 | POR 10 | 8e       | 52     |
| 2022  | Nielsen Racing | Oreca 07            | Gibson GK428 4,2 l V8 Atmo    | LMP2 Pro/Am | LEC 4 | IMO 3 | MON 1 | BAR 2    | SPA 4 | POR 3  | 4e       | 97     |
| 2023  | Nielsen Racing | Oreca 07            | Gibson GK428 4,2 l V8 Atmo    | LMP2 Pro/Am | CAT 4 | LEC 4 | ARA 2 | SPA Abd. | ALG 2 | POR 3  | 4e       | 75     |

### Résultats enAsian Le Mans Series
| Année | Écurie         | Châssis        | Moteur                     | Classe | 1        | 2     | 3     | 4     | Position | Points |
| ----- | -------------- | -------------- | -------------------------- | ------ | -------- | ----- | ----- | ----- | -------- | ------ |
| 2021  | Nielsen Racing | Ligier JS P320 | Nissan VK56 5,6 l V8 Atmo  | LMP3   | DUB Abd. | DUB 3 | ABU 2 | ABU 7 | 5e       | 39     |
| 2022  | Nielsen Racing | Oreca 07       | Gibson GK428 4,2 l V8 Atmo | LMP2   | DUB 1    | DUB 1 | ABU 2 | ABU 2 | 1re      | 104    |
| 2023  | Nielsen Racing | Oreca 07       | Gibson GK428 4,2 l V8 Atmo | LMP2   | DUB 4    | DUB 3 | ABU 6 | ABU 8 | 6e       | 39     |